# Biblioteca Regional de Murcia
La Biblioteca Regional de Murcia (BRMU) está situada en la Avenida Juan Carlos I de la ciudad de Murcia, España, y fue creada en 1996.

## Funciones
1. Como Biblioteca Regional es responsable del Patrimonio Informativo Regional, reuniendo toda la producción bibliográfica, hemerográfica, electrónica y audiovisual de la Región y la difunde mediante la elaboración de la Bibliografía Regional (en curso y retrospectiva) y el Catálogo Colectivo Regional.
2. Como gestora de la Biblioteca Pública del Estado en Murcia, es la central de préstamo, atiende las necesidades de información, formación y ocio de los ciudadanos, mediante la formación de colecciones actualizadas que abarcan todas las áreas del conocimiento en sus diferentes niveles.
3. Como cabecera de la Red de Bibliotecas Públicas garantiza la conservación y difusión del patrimonio informativo de la Comunidad en cualquiera de sus soportes y favorece la coordinación, el impulso, desarrollo y atención a los servicios bibliotecarios de la Región, mediante la elaboración del Mapa de Lectura Pública y la Guía de Recursos Bibliotecarios.

## Colecciones
En la actualidad (2009), cuenta con un fondo bibliográfico de 412.244 documentos, repartidos en distintos soportes:
- Libros y folletos (322.881)
- CD, discos, casetes (28.435)
- Vídeos, DVD, Blu-ray (42.053)
- Documentos electrónicos (7.544)
- Cartografía, dibujos, música impresa (11.098)
- Publicaciones periódicas (3.355 títulos)
- Diapositivas (233)

## Servicios
- Depósito Legal

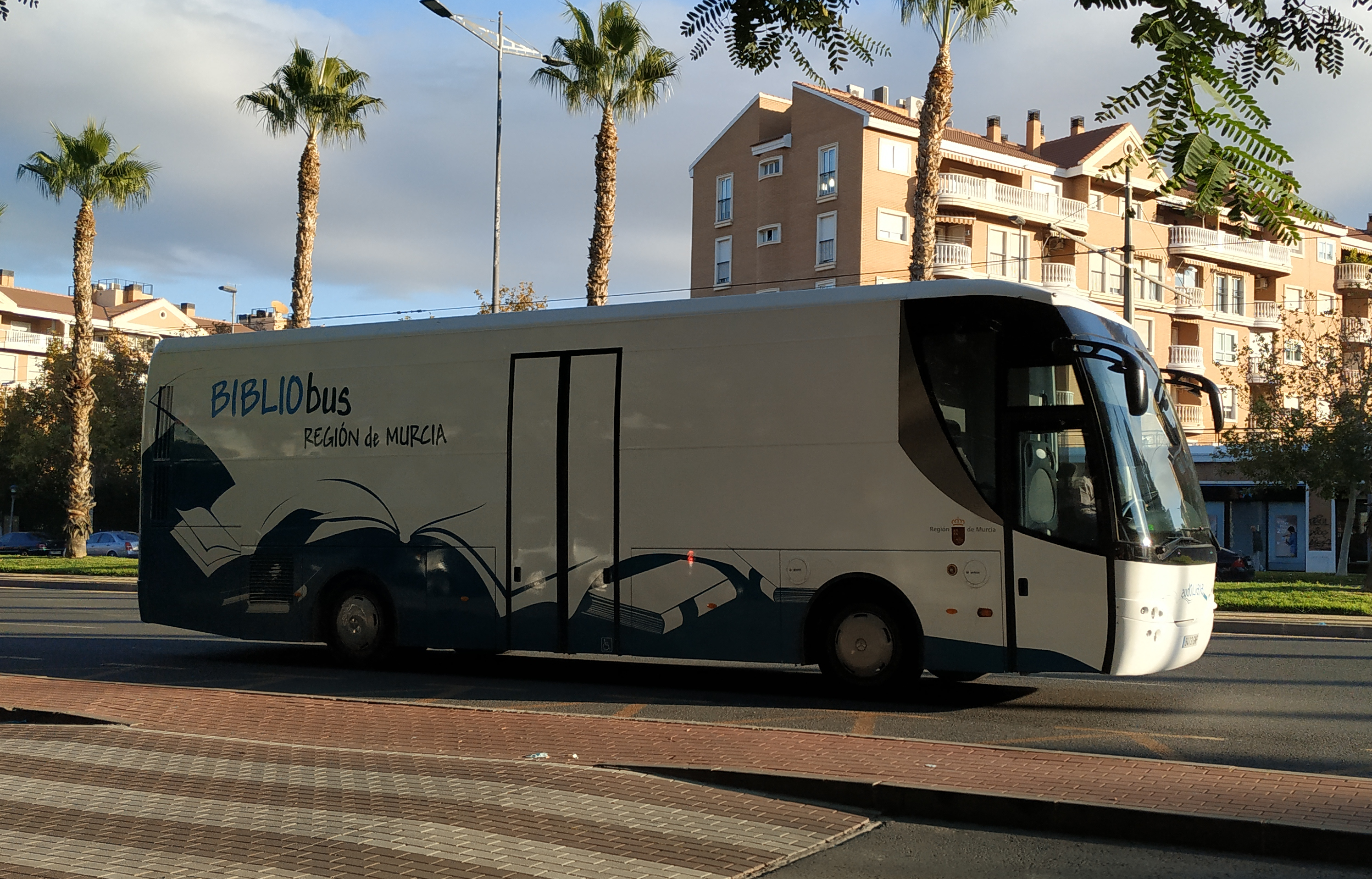
Bibliobus

- Servicio de Préstamo (personal, colectivo e interbibliotecario)
- Biblioteca Infantil-Juvenil
- Información bibliográfica y Referencia
- Sala de Investigadores
- Fondo Regional
- Hemeroteca
- Mediateca
- Comicteca
- Reproducción de fondos
- Promoción y difusión de Actividades Culturales
- Coordinación Bibliotecaria
- Acceso a Internet y Zona WI-FI
- Sala de visionado
- Bibliobuses
- Servicios en línea (Desideratas, Tu Bibliotecario Virtual, Documentación legislativa, Préstamo Interbibliotecario, Pregunte)